# Verner Panton

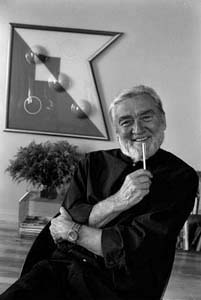
1996

Verner Panton (Gamtofte, 13 febbraio 1926 – Copenhagen, 5 settembre 1998) è stato un designer danese.

## Biografia
Studia architettura alla Royal Danish Academy of Fine Arts di Copenaghen, dove si diploma nel 1951. In questi anni lavora con Arne Jacobsen, anche se ben presto inizia a lavorare da solo. Le sue proposte architettoniche sono molto innovativa e agli inizi degli anni sessanta disegna alcune sedie estremamente originali, caratterizzate da materiali plastici e colori brillanti.

La Sedia Panton disegnata da Verner Panton